# Villa Acapulco
A Villa Acapulco (eredeti cím: La casa en la Playa) 2000-ben készített mexikói telenovella, amelyet Enrique Gómez Vadillo alkotott. A főbb szerepekben Cynthia Klitbo, Sergio Goyri, Blanca Guerra, Marga López, Ignacio López Tarso és José Carlos Ruiz alkotott.
Mexikóban a Canal de las Estrellas 2000. április 10-én, Magyarországon a TV2 2003. április 9-én mutatta be.

## Történet
A milliomos, Ángel Villareal végrendelete kimondja, hogy felnőtt gyermekeinek egy fedél alatt kell élnie egy teljes éven át. Három fia (César, Roberto, Salvador) és lánya (Paulina) döbbenten fogadja a hírt. Mind a négyen saját életüket élik, eltávolodtak egymástól, és lehetetlennek érzik, hogy egy fedél alatt éljenek. César Villareal két lábbal a földön jár, de akaratos, sznob felesége, Marina minden áron szeretné a férjére erőltetni saját céljait. Két gyermekük, Pía és Miguel Ángel csak szórakozásra vágynak, a gazdag fiatalok gondtalan életét élik, és el sem tudnak képzelni más életet. Roberto igazi aranyifjú, csak a pénzköltéshez ért, lusta, léhűtő, és könnyelmű. Salvador az alkoholizmusba menekült, amikor az apja elválasztotta a szeretett nőtől, Georginától. Paulinát a rossz nyelvek "fekete özvegynek" nevezik, mert férje végzetes balesetének rejtélyes körülményei miatt azzal gyanúsítják, hogy ő a felelős a férfi haláláért. Azért költözött Mexikóvárosba, hogy megóvja kisfiát, Paolót a rosszindulatú pletykáktól, és nincs ínyére, hogy újra Acapulcóban kell élnie. A birtokon él Juan Carlos is, Don Ángel titkára és fogadott fia, az egyetlen, aki szerető tisztelettel fordult a zsarnok öreg felé. Paulinával szövődő szerelmét bosszúszomjas dühvel figyeli fiatal és gyönyörű barátnője. A négy testvér életét tovább bonyolítja César felesége, a gonosz Marina, aki elszántan tör nagyravágyó terve megvalósítására, valamint a fiatal, pénzéhes Elisa, akit Ángel nem sokkal a halála előtt vett feleségül. A háttérben pedig ott áll Severo Rincón, don Ángel régi vetélytársa, aki végtelenül gyűlöli az öreget egy nő miatt, és nem nyugszik addig, míg bosszút nem áll a Villareal-családon...

## Szereplők
| Szereplő                                 | Színész             | Magyar hang           |
| ---------------------------------------- | ------------------- | --------------------- |
| Paulina Villareal Talamonti vda. de Rojo | Cynthia Klitbo      | Majsai-Nyilas Tünde   |
| Juan Carlos Cabrera                      | Sergio Goyri        | Rosta Sándor          |
| Serena Rivas Molina de Rincón            | Marga López         | Földi Teri            |
| Marina Aduriz de Villareal               | Blanca Guerra       | Antal Olga            |
| Severo Rincón                            | José Carlos Ruiz    | Melis Gábor           |
| Elisa White vda. de Villareal            | Mariana Levy        | Holló Orsolya         |
| César Villareal Talamonti                | David Ostrosky      | Megyeri János         |
| Roberto Villareal Talamonti              | Mario Cimarro       | Juhász György         |
| Georgina Castro                          | Yadhira Carrillo    | Kiss Virág            |
| Salvador Villareal Talamonti             | Sebastian Ligarde   | Nagy Gábor            |
| Don Ángel Villarreal Cueto               | Ignacio López Tarso | Dobránszky Zoltán     |
| Zamora ügyvéd                            | Polo Ortín          | Kajtár Róbert         |
| Marco Antonio Villasana                  | Gerardo Albarrán    | Holl Nándor           |
| Tencho                                   | Radamés de Jesús    | Szokol Péter          |
| Miguel Ángel Villareal Aduriz            | Valentino Lanús     | Markovics Tamás       |
| Pía Villareal Aduriz de Estrada          | Paula Sánchez       | Oroszlán Szonja       |
| Hugo Estrada                             | Ernesto Rivas       | Fazekas István        |
| Larios hadnagy                           | Luis Reynoso        | Koncz István          |
| Paolo Rojo Villareal                     | Carlos Speitzer     | Stukovszky Tamás      |
| Mireya Rodríguez                         | Marisol del Olmo    | Náray Erika           |
| Demián Garza                             | Anthony Álvarez     | Vári Attila           |
| Florencia Uribe                          | Katie Barberi       | Mics Ildikó           |
| Harry Furman                             | Mario Iván Martínez | Csuha Lajos           |
| María Estrada                            | Mónica Miguel       | Bessenyei Emma        |
| Álvaro Serrano                           | César Castro        | Cs. Németh Lajos      |
| Abraham Sánchez                          | Ernesto Bretón      | Berzsenyi Zoltán      |
| Nina López                               | Maru Dueñas         | Ősi Ildikó            |
| Rosa                                     | Flora Fernández     | Koroknay Simon Eszter |
| Fofo                                     | Andrés Puentes      | Kapácsy Miklós        |

## Érdekességek
- A főszereplő párost alakító Cynthia Klitbo és Sergio Goyri általában negatív szerepeket játszanak. Előbbi emlékezetes karaktere Tamara de la Colina a Titkok és szerelmek c. sorozatból, míg utóbbié Rosendo Gavilán a Riválisokból.
- Cynthia Klitbo, Marga López, Yadhira Carrillo és Marisol del Olmo korábban már játszottak együtt a Titkok és szerelmek című telenovellában is.
- Sergio Goyri, Marisol del Olmo, David Ostrosky és José Carlos Ruiz a későbbiekben ismét együtt játszottak a Riválisok című telenovellában.